# Aeroportul Cooinda
Aeroportul Cooinda (IATA: CDA, ICAO: YCOO) este un aeroport din Teritoriul de Nord, Australia.
Situat la o altitudine de 15 m, aeroportul dispune de o singură pistă.